# 波赫丹尼夫卡 (利維夫州)
49°51′11″N 24°26′15″E / 49.85306°N 24.43750°E
波赫丹尼夫卡（羅馬化：Bihdanivka）是烏克蘭西部利維夫州佐洛奇夫區克拉斯內市鎮的村莊。該村面積1.42平方公里，海拔高度219米，2001年人口282，人口密度每平方公里199.01人。